# Piedra Blanca
Piedra Blanca es un municipio de la República Dominicana, que está situado en la provincia de Monseñor Nouel.

## Localización
- Está ubicado a 15 kilómetros del municipio de Bonao y unos 68 kilómetros de Santo Domingo.

## Etimología
El nombre de Piedra Blanca tiene su origen,  según la información  de las personas fundadores de este municipios y datos recogido por Fernando Lescaille, (escritor de la Historia de Piedra Blanca, en dos tomos, el primero abarca las familias fundadoras  e inicio del municipio y el segundo tomo, abarca  las personalidades hasta el año 2012),    le  viene de una  piedra grandes,  de  color  blanca, que se encontraba en el camino usado por  las personas cuando transitaban hacia  o desde el  Sur, el Cibao, Cotuí y  otras localidades del país, ya que dicha Piedra Blanca, era de gran tamaño que les permitía recortarse a varias personas  y descansar, pues estaba bajo unos árboles muy próximo al río Maimón. por lo que era un lugar muy adecuado, como punto de encuentro, especialmente a los que transportaban mercancías en recua de animales, pues allí, mientras esperaban a sus compañeros, podía dejar pastar los animales y beber agua en el río, y ellos mismos refrescarse o asearse para mejor tránsito a su destino o a su casa; también está Piedra Blanca, que servía como referencia para la entrega de correspondencia, mensajes, encuentros amorosos y hasta para el acecho de personas a apresar, etc.
originalmente, el municipios de Piedra Blanca, tuvo sus inicios en el lugar llamado Jamao, el cual fue afectado por la gran crecida del río Maimón en el año 1951, lo que obligó a las personas residente allí, a trasladarse, estableciéndose por el área próximo a la entonces carretera Duarte, esto es en lo que hoy se conoce como el cruce de Vale mateo.

## Límites
Municipios limítrofes:
|              | Norte: Bonao y Maimón                             |                                 |
| Oeste: Bonao |                                                   | Este: Yamasá y Villa Altagracia |
|              | Sur: Rancho Arriba, Los Cacaos y Villa Altagracia |                                 |

## Distritos municipales
Está formado por los distritos municipales de:
| Nombre           | Código   |
| ---------------- | -------- |
| Piedra Blanca    | 02280301 |
| Villa de Sonador | 02280302 |
| Juan Adrián      | 02280303 |

## Demografía
Tiene una población aproximadamente de 30.526 habitantes de los cuales el 60% vive en la zona urbana y el 40% en la zona rural.

## Historia
- Fue elevada de sección a distrito municipal por la ley 2-88.
- Fue declarado municipio el 30 de noviembre de 1991 según a la Ley #39-9.

## Economía
La economía del municipio está basada en la industria agropecuaria, sobre todo en la agricultura de subsistencia y en su industria avícola y la cría de ganado para la producción de productos lácteos (quesos y yogur) y dulce. Durante la era de Trujillo la economía se basaba en la extracción del caucho de una extensa área boscosa donde este árbol predomina. 

## Vivienda
A raíz de la ampliación de la Autopista Juan Pablo Duarte, el municipio se vio afectado por varios desalojos y reubicación de los municipes de la parte este del municipio, llevando a que muchos emigraran a otros pueblos o simplemente a otros lugares dentro del mismo municipio. Se creó el barrio El Caucho luego de la inundación y destrucción causados por la Tormenta Noel el 29 de octubre del 2007 que causó la muerte a cerca de 10 personas y la casi eliminación del Barrio 5.º Centenario por la crecida del río Maimon que atraviesa también el municipio.

## Festividades
Durante el gobierno de Rafael Leónidas Trujillo las fiestas patronales se hacían en honor a San Rafael durante 9 días hasta culminar el 29 de octubre pero cuando el tirano fue ajusticiado y la localidad fue elevada a municipio se cambió de fecha por considerarse contra la ley ya que se prohibía el elogio al ex tirano y se cambió para celebrar a los Santos Arcángeles San Miguel, San Rafael y San Gabriel, durante 9 días culminando el día 29 de septiembre. La iglesia y el ayuntamiento no se ponían de acuerdo con las fiestas populares y desde principios del nuevo siglo 21 se hacen fiestas populares a finales de noviembre realizadas por el Ayuntamiento Municipal y las fiestas Religiosas en septiembre.